# واشنطن سيلفا
واشنطن سيلفا (بالبرتغالية: Washington Silva‏) (مواليد 25 فبراير 1976) هو ملاكم برازيلي، مثّل بلاده في الألعاب الأولمبية الصيفية في دورتي 2004 و2008.

## روابط خارجية
واشنطن سيلفا على موقع أوليمبيديا (الإنجليزية)